# Pong

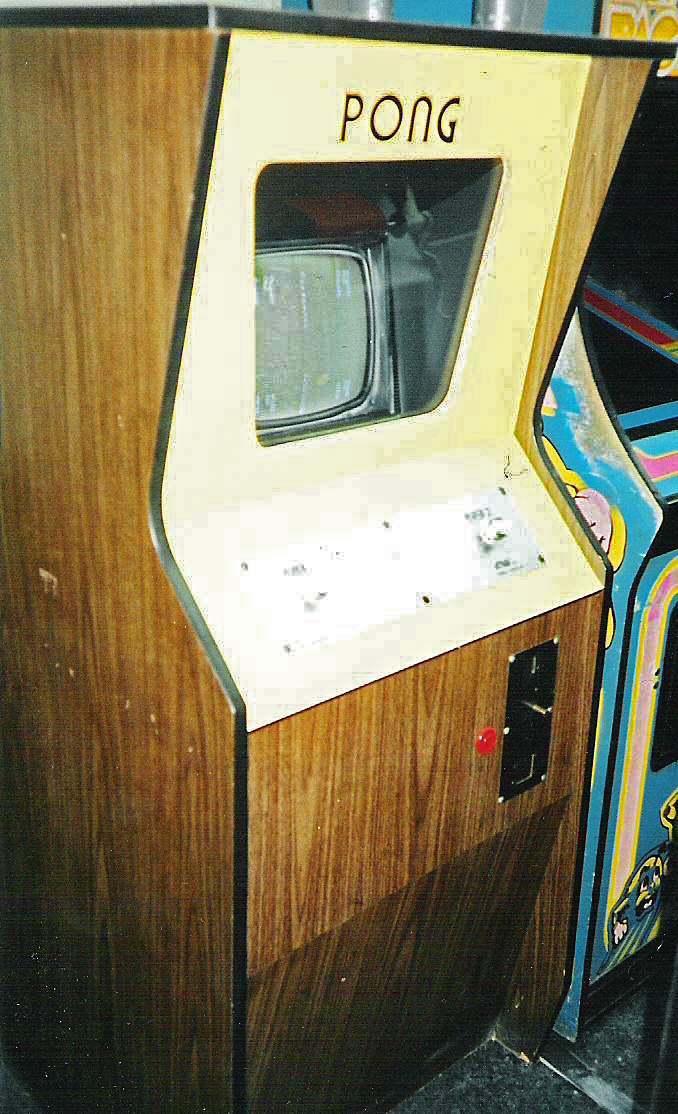

Pong este un joc video din anul 1972 dezvoltat de Atari, care simulează un joc de tenis sau tenis de masă. Acesta a fost un mare hit până în 1976 existând zeci de versiuni de la mai multe companii pentru arcade și console. Companiile care făceau versiuni de pong schimbau puțin sau foarte mult ca să nu se asocieze cu Atari. De exemplu: Pong-Tron, Super Pong, Super Pong Ten, Pong Double etc. Odată cu 1976, Pong și-a pierdut popularitatea, dar a rămas în istorie ca unul dintre cele mai influente jocuri video de-a lungul timpului.